# Slieve League

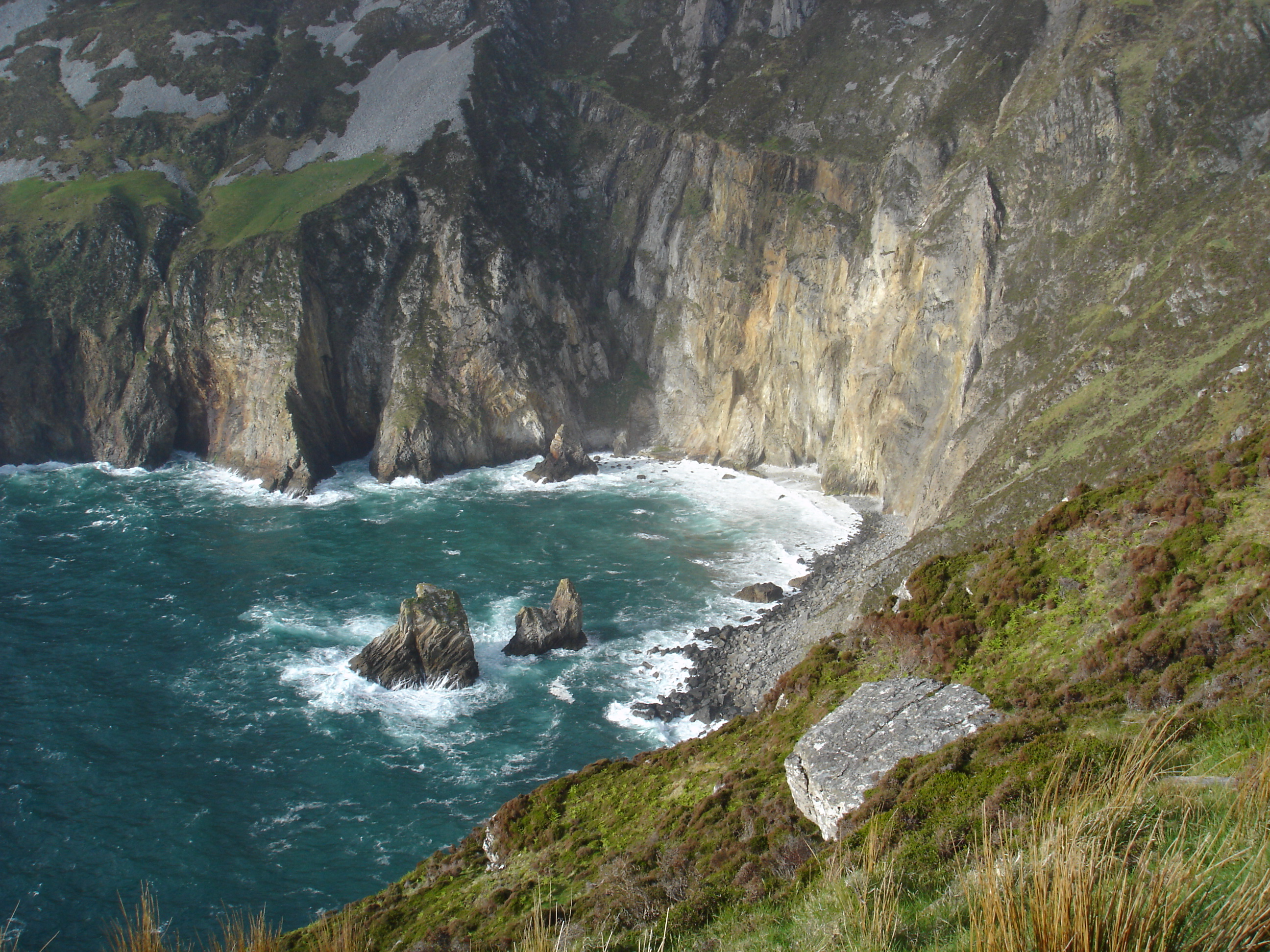
Klif Slieve League

Slieve League je název pro nejvyšší útes, tzv. klif, který vznikl abrazí, způsobenou mořským vlnobitím. Nachází se v hrabství Donegal na severu Irska, na pobřeží Atlantského oceánu. Nad mořskou hladinou se tyčí do výšky 601 metrů.